# Blancpain GT Series Endurance Cup
De Blancpain GT Series Endurance Cup, voorheen de Blancpain Endurance Series, is een raceklasse ontwikkeld door de SRO Group en RACB met goedkeuring van de FIA. In de serie komen auto's uit welke voldoen aan het GT3-reglement van de FIA. In het kampioenschap worden endurance-wedstrijden verreden, vergelijkbaar met het WEC. Hoofdsponsor is de Zwitserse horlogemaker Blancpain.

## Format
In de Blancpain Series worden verschillende elementen van het voormalige FIA GT-kampioenschap nieuw leven ingeblazen. De 3-uurs-endurance races in Monza en Silverstone zijn onderdeel van het kampioenschap, en ook de 24 uur van Spa-Francorchamps maken hiervan deel uit. In het eerste seizoen, 2011, werd er naast GT3 ook met GT4-auto's gereden, in een aparte klasse. Vanaf het seizoen 2012 zijn uitsluitend GT3-auto's toegestaan in het kampioenschap. Hierin is een onderscheid in 3 klassen, de hoogste klasse (Pro) voor professionele teams, de Pro-Am-categorie voor teams met een combinatie van professionele en amateurs en de Gentlemenklasse. In de Gentlemenklasse komen amateurs, ook wel gentlemen drivers genoemd, uit met een auto die minimaal één jaar oud is. Vanaf het seizoen 2016 zijn de benamingen van de klassen gewijzigd. De Proklasse wordt de Overallklasse genoemd, en de Gentlemenklasse gaat verder als Am, amateur.
Het rankingsysteem van de FIA is bepalend voor de klasse waarin een coureur geplaatst wordt. Er wordt in de klasse gebruikgemaakt van performance balancing, wat inhoudt dat door middel van externe factoren (ballast) de verschillen tussen verschillende auto's zo klein mogelijk worden gehouden.

## Kampioenen

### Rijders
| Jaar | Pro Cup (2011–2015) Overall (2016–)                 | Pro-Am Cup                                             | Gentlemen Trophy (2011–2014) Am Cup (2015–)                 | GT4                                           |
| ---- | --------------------------------------------------- | ------------------------------------------------------ | ----------------------------------------------------------- | --------------------------------------------- |
| 2011 | Greg Franchi                                        | Niek Hommerson Louis Machiels                          | Georges Cabannes                                            | Alex Buncombe Jordan Tresson Christopher Ward |
| 2012 | Christopher Haase Christopher Mies Stéphane Ortelli | Niek Hommerson Louis Machiels                          | Pierre Hirschi Robert Hissom                                | Opgeheven                                     |
| 2013 | Maximilian Buhk                                     | Lucas Ordóñez                                          | Jean-Luc Beaubelique Jean-Luc Blanchemain Patrice Goueslard | Opgeheven                                     |
| 2014 | Laurens Vanthoor                                    | Stefano Gai Andrea Rizzoli                             | Francisco Guedes Peter Mann                                 | Opgeheven                                     |
| 2015 | Alex Buncombe Katsumasa Chiyo Wolfgang Reip         | Duncan Cameron Matt Griffin                            | Ian Loggie Julian Westwood                                  | Opgeheven                                     |
| 2016 | Rob Bell Côme Ledogar Shane van Gisbergen           | Alessandro Bonacini Michał Broniszewski Andrea Rizzoli | Vadim Gitlin Liam Talbot Marco Zanuttini                    | Opgeheven                                     |

### Teams
| Jaar | Pro Cup (2011–2015) Overall (2016–) | Pro-Am Cup                 | Gentlemen Trophy (2011–2014) Am Cup (2015–) | GT4            |
| ---- | ----------------------------------- | -------------------------- | ------------------------------------------- | -------------- |
| 2011 | Belgian Audi Club                   | Vita4One                   | Ruffier Racing                              | RJN Motorsport |
| 2012 | Belgian Audi Club Team WRT          | AF Corse                   | Sainteloc Racing                            | Opgeheven      |
| 2013 | Marc VDS Racing Team                | Nissan GT Academy Team RJN | SOFREV Auto Sport Promotion                 | Opgeheven      |
| 2014 | Belgian Audi Club Team WRT          | Scuderia Villorba Corse    | AF Corse                                    | Opgeheven      |
| 2015 | Belgian Audi Club Team WRT          | AF Corse                   | AKKA ASP                                    | Opgeheven      |
| 2016 | Garage 59                           | Kessel Racing              | Kessel Racing                               | Opgeheven      |